# Marcel Coulon
Pour les articles homonymes, voir Coulon.
Marcel Coulon (1873-1959) est un critique littéraire, magistrat et poète français.

## Biographie
Protestant, Marcel Auguste Coulon naît à Nîmes le 12 octobre 1873. Après des études secondaires dans sa ville natale, il obtient en 1897 un doctorat à la Faculté de droit de Paris. En parallèle, il fréquente les poètes du Quartier latin ainsi que Charles Maurras.
Après des débuts comme avocat, il embrasse la carrière de magistrat. Il est substitut du procureur de la République à Charleville (1904), puis procureur à Rocroi, La Châtre, Beauvais, enfin Paris ; il prend sa retraite en 1928.

En 1934, il est élu à l'Académie de Nîmes, qu'il préside en 1943. Après l'entrée de l'armée allemande dans Paris, en juin 1940, il fait avec sa femme une tentative de suicide ratée, annoncée par ce quatrain : 

« Vieux couple que l'amour chevronne
Nous jouerons en ce soir fatal
Non point les amants de Vérone
Mais les amants du Véronal. »

Membre du jury du prix Moréas, il collabore à La Plume, au Mercure de France, au Temps et au Figaro, où il signe des critiques littéraires. Il laisse notamment des Témoignages, recueil d'articles parus dans le Mercure.
Spécialiste de Remy de Gourmont, il se passionne également pour Paul Verlaine et Arthur Rimbaud, auxquels il consacre plusieurs ouvrages. L'un des « premiers adversaires » du mythe familial rimbaldien, il polémique avec Paterne Berrichon et Paul Claudel ; Berrichon dénonce en retour le « magistrat protestant et méridional » et sa supposée « manie d'accusateur public ». Paul Léautaud, quant à lui, le voit en « coupeur de têtes ».
Auteur d'articles sous le nom de « Marc Testis », il a aussi traduit de l'occitan en français.
Il meurt à Nîmes le 9 janvier 1959.
Une Société des amis de Marcel Coulon, animée par Jean-Marc Canonge, est consacrée à son œuvre.

## Ouvrages
- Témoignages, 3 vol., Paris, Mercure de France, 1910-1913 (BNF 36027688).
- Anatomie littéraire, Paris, Librairie des Lettres, 1921.
- Au cœur de Verlaine et de Rimbaud, Paris,Le livre, 1925.
- La Vie de Rimbaud et de son œuvre, Paris, Mercure de France, 1929.
- Le Problème de Rimbaud, Paris, 1926.
- Raoul Ponchon, préf. de Charles Maurras), Paris, Grasset, 1927 (BNF 37487494).
- Les Noëls de Raoul Ponchon, ill. de Georges Tcherkessof, Paris, Éditions du Trianon, 1929.
- Dans l'univers de Mistral, Paris, Gallimard, 1930 (BNF 37482727).
- Toute la Muse de Ponchon, ill. de Valentin Le Campion, Paris, Éditions de La Tournelle, 1938.